# حمام أخضر امبراطوري
حمام أخضر امبراطوري (الاسم العلمي: Ducula aenea) هو نوع من فصيلة حماميات.

## معرض صور

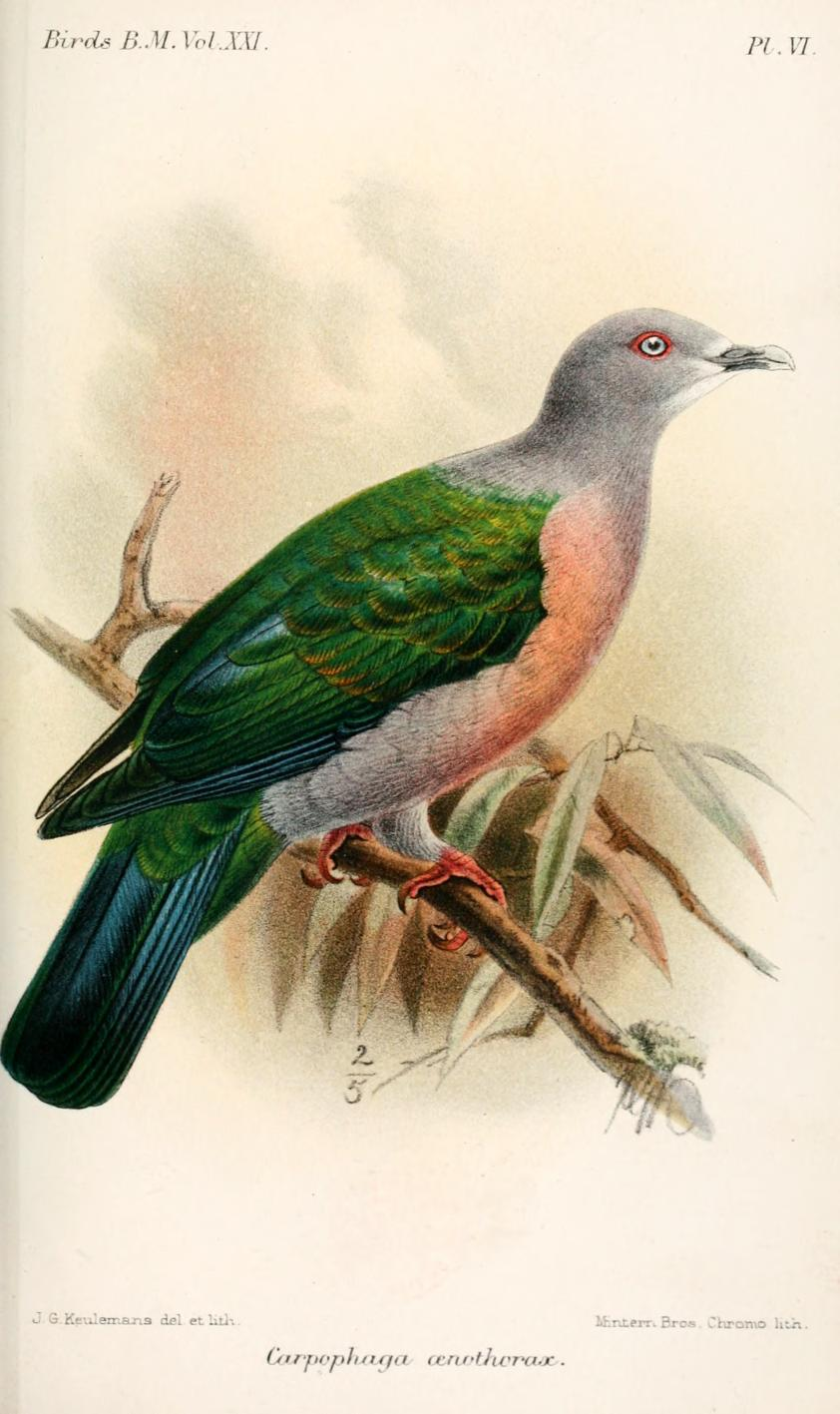
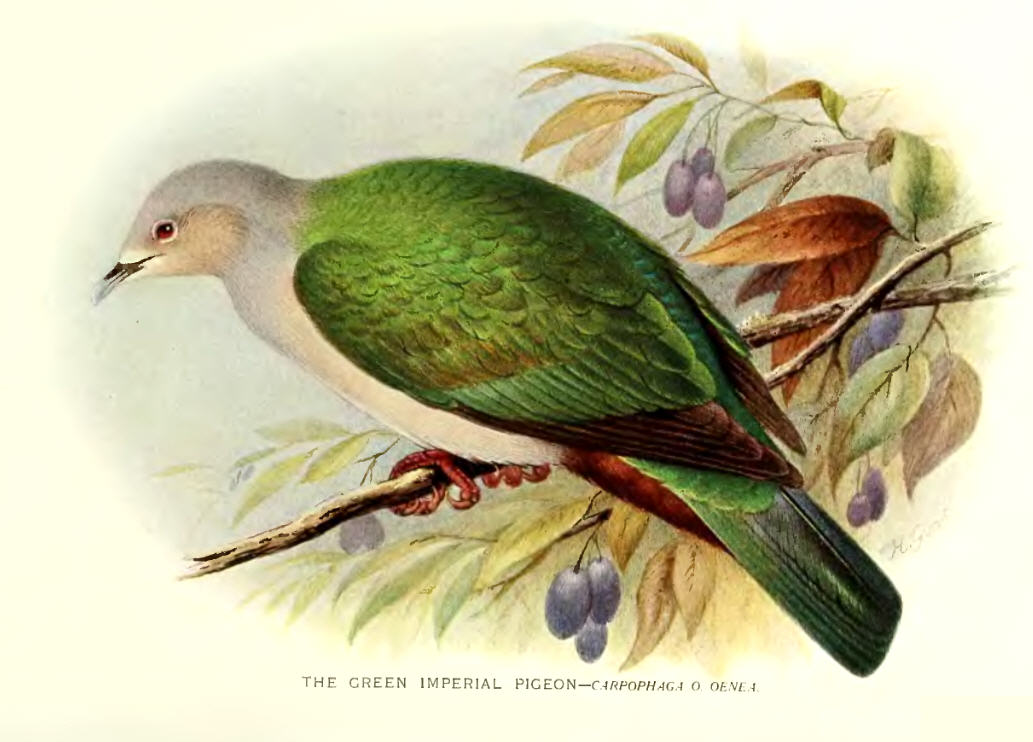
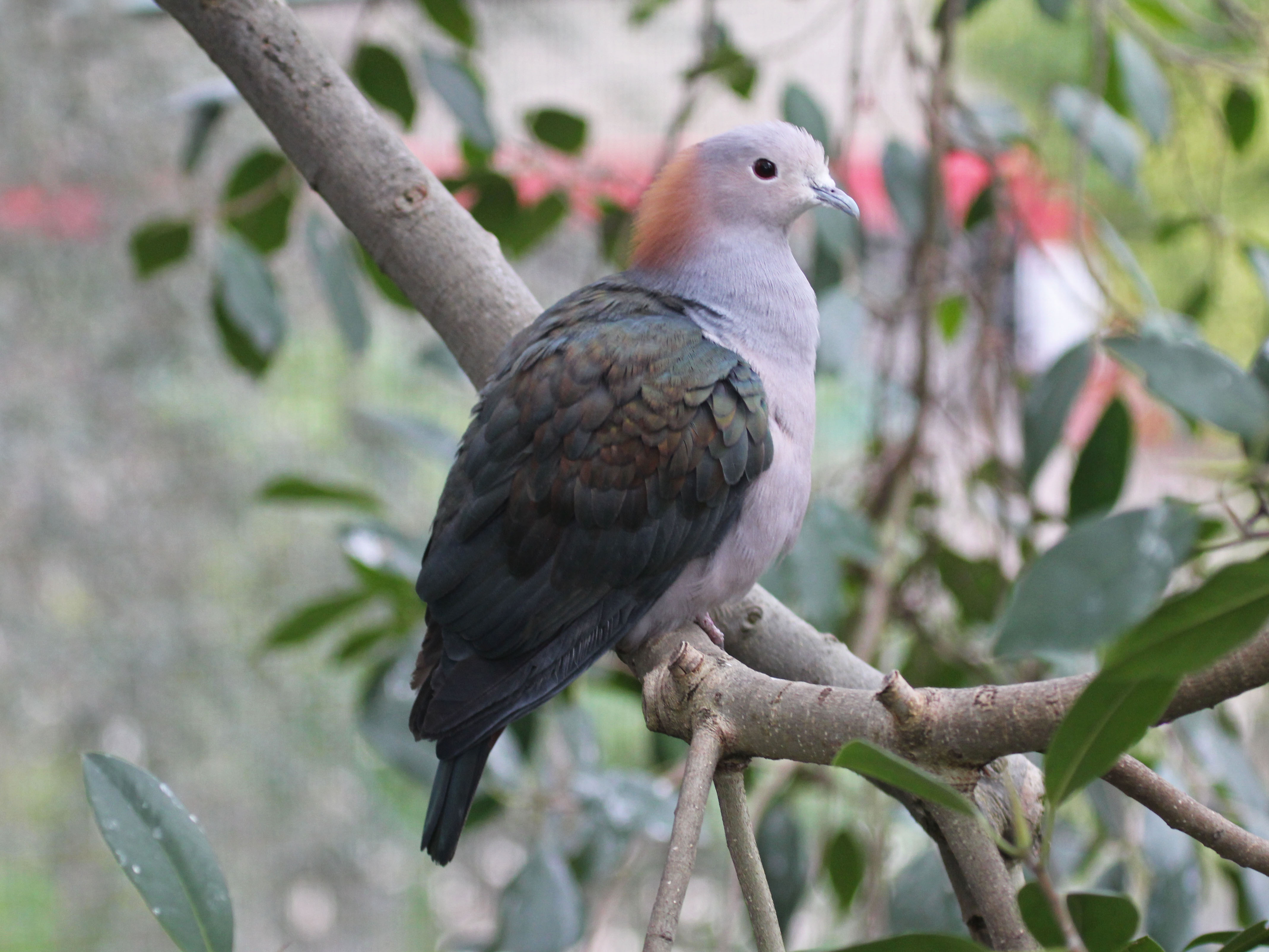
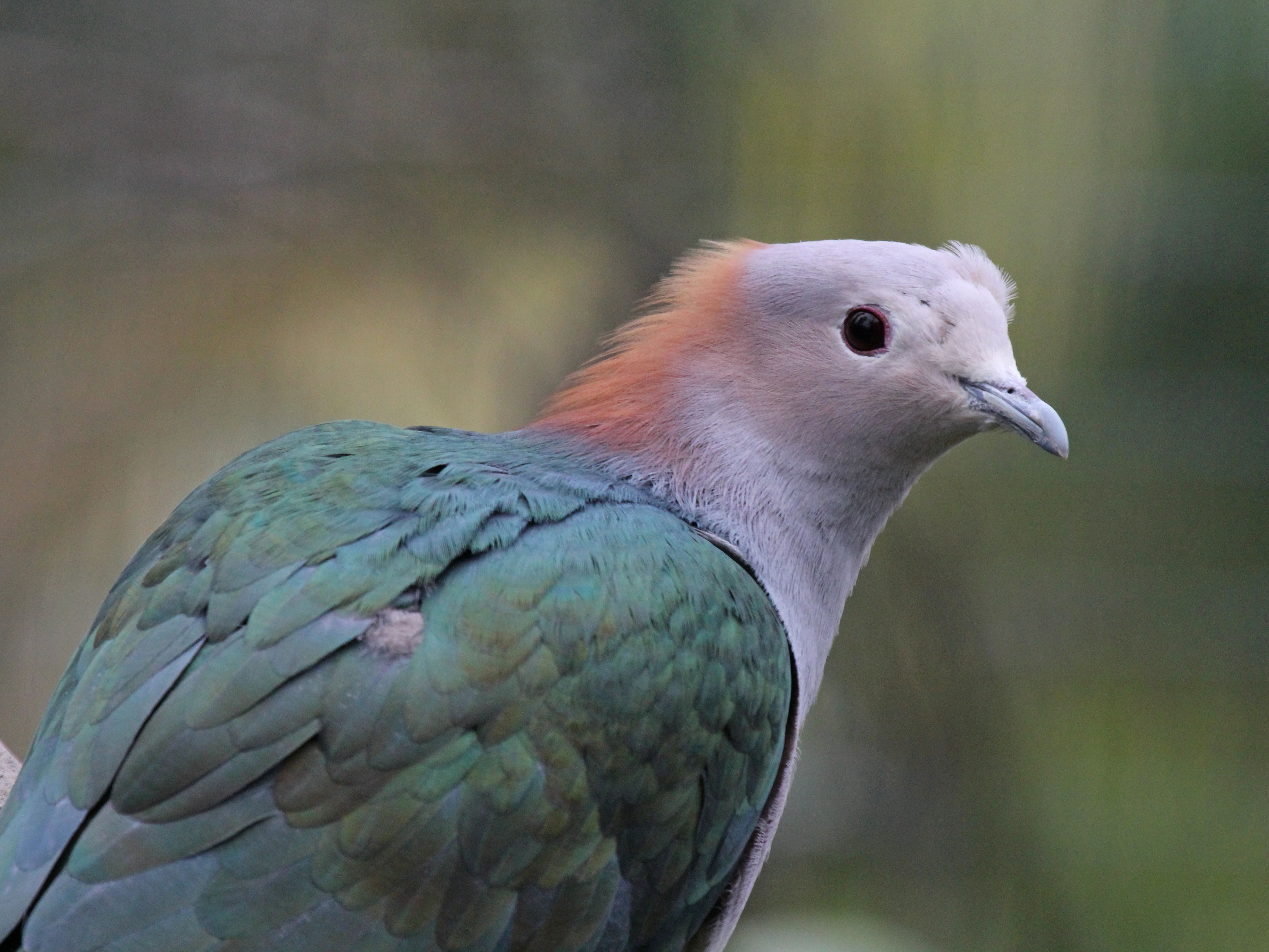